# Шенес Ерзік
Шенес Ерзік (тур. Şenes Erzik; нар. 18 вересня 1942, Гіресун, Туреччина) — турецький футбольний функціонер. У цей час обіймає посаду Віце-президента УЄФА.

## Біографія
Шенес Ерзік народився в місті Гіресун 18 вересня 1942 року.
Отримавши економічну освіту в Босфорському університеті, Ерзік займався банківським бізнесом, був керівником одного з проектів ЮНІСЕФ, а з 1977 року входить до керівних органів Футбольної асоціації Туреччини (ФАТ).
З 1989-го по 1997-й очолював ФАТ. Цей період відзначається стрімким зростанням турецького футболу, прямим наслідком чого стали перші значні успіхи місцевих команд на міжнародній арені — перемога «Галатасарая» у фіналі Кубка УЄФА 2000 року та третє місце збірної Туреччини на чемпіонаті світу 2002 року.
Нині Шенес Ерзік є почесним президентом Футбольної асоціації Туреччини. Одружений, має сина. 
«Якщо ви запитаєте мене, чому я люблю футбол, я відповім так: це відбувається через почуття командної роботи, — зізнається Ерзік. — Світ футболу — це велике суспільство, де радість перемог та гіркота поразок діляться на всіх».

## Теперешні посади

### УЄФА
- Віце-президент Виконавчого комітету УЄФА
- Голова Комітету національних асоціацій
- Заступник голови Суддівського комітету
- Представник Виконкому в Стратегічній раді професіонального футболу

### ФІФА
- Член Виконавчого комітету ФІФА

## Колишні посади в УЄФА
- Голова Комутету "фейр плей" та соціальної відповідальності (2007-2011)
- Голова Комітету з ліцензування клубів (2009-2011)
- Голова Комітету з питань стадіонів та безпеки (2007-2009)
- Член Робочої групи Виконкому з ліцензування клубів (2002-2007)
- Голова Робочої групи Виконкому з питань клубів і ліг (2004-2007)
- Член Робочої групи з обрахування коефіцієнтів (2002-2006)
- Голова Цільової групи європейського клубного футболу (1998-2002)
- Член Фінансового комітету (1992-2000)
- Виконувач обов'язків голови Комітету з питань надзвичайних ситуацій (1992-1996), член Комітету (1996-2000)
- Комітет Кубку Інтертото (1994-2000)
- Виконувач обов'язків голови Групи експертів зі зв’язків з ЄС (1996-2000)
- Віце-президент Департаменту зі зв'язків з ЄС (1998-2000)
- Учасник Комітету розвитку та технічної допомоги (1994-1996), представник Виконкому (1996-1998)
- Заступник голови Комітету з клубних змагань (1990-1992), голова (1992-2000)
- Заступник голови Робочої групи з неаматорського футболу (1990-1992)
- Член Комітету у справах молоді (1982-1990)